# قارب طوربيد من فئة إيه
فارب طوربيد من الفئة إيه كانت فئة من أحد الأسراب الألمانية زورق طوربيد/مدمرة خفيفة التي صممها المكتب البحري الامبراطوري للعمليات قبالة السواحل المحتلة فلاندرز في الحرب العالمية الأولى. تم تعيين الحرف إيه لتجنب الالتباس مع الفئات والتصاميم القديمة. كانت تُعرف باسم «قوارب الطوربيد الساحلية» (الألمانية: Küstentorpedoboote ) لتمييزها عن قوارب الطوربيد الكبيرة التي تجوب المحيط.
تم بناء ست مجموعات من السفن تحت هذه الفئة بين عامي 1914 و 1918.